# Guido Onor
Guido Onor (Arona, Provincia de Novara, Italia, 20 de junio de 1948) es un exfutbolista italiano. Se desempeñaba en la posición de defensa.

## Clubes
| Club              | País   | Año         |
| ----------------- | ------ | ----------- |
| Juventus F. C.    | Italia | 1967 - 1968 |
| S. S. Lazio       | Italia | 1968 - 1969 |
| A. C. Monza       | Italia | 1969 - 1971 |
| Livorno Calcio    | Italia | 1971 - 1972 |
| Mantova F. C.     | Italia | 1972 - 1974 |
| A. C. Messina     | Italia | 1974 - 1976 |
| U. S. Salernitana | Italia | 1976 - 1977 |
| A. C. Messina     | Italia | 1977 - 1980 |

## Palmarés

### Campeonatos nacionales
| Título  | Club        | País   | Año     |
| ------- | ----------- | ------ | ------- |
| Serie B | S. S. Lazio | Italia | 1968-69 |